# Никлас фон Абенсберг
Никлас (Николаус) фон Абенсберг (на немски: Niclas von Abensberg; Nicholas von Abensberg; Nikolaus von Abensberg; * 2 юли 1441; † 28 февруари 1485, Фрайзинг) е благородник от баварската графска фамилия Абенсберги, последният господар на Абенсберг в Бавария, рицар и титулуван граф.

## Произход и управление
Той е единственият син на Йохан III фон Абенсберг († 1474) и втората му съпруга Клара Елизабет фон Тьоринг цу Нойдег († сл. 1455), дъщеря на Зайфрид II фон фон Тьоринг цу Нойдег-Пертенщайн († 28 септември 1421, в битка) и Клара фон Фраунберг цу Хайденбург († сл. 1438). Майка му се омъжва втори път на 3 октомври 1436 г. граф Хайнрих V фон Ортенбург († 1449) и трети път през 1452 г. за Ханс фон Дегенберг цу Алтнусберг († 1491).
Като млад Никлас отива в дворцовия лагер на херцог Лудвиг IX Богатия от Бавария-Ландсхут. Описван е като смел и добър с оръжието. Той участва в множество турнири. През 1462 г. се отличава в битката при Гинген ан дер Бренц. Той има наблюдението на Грайзбах, Риденбург и Келхайм.
Никлас е на страната на Албрехт IV от Бавария-Мюнхен при конфликта му с по-малкия му брат Кристоф и през 1471 г. арестува Кристоф. При конфликта на двамата братя след 14 години той ръководи войската на Албрехт IV против Кристоф и завладява градовете Пел, Вайлхайм и Ландсберг. При Фрайзинг той е пленен и в затвора е набоден от един слуга.
Никлас (Николаус) фон Абенсберг е убит на 43 години на 28 февруари 1485 г. при Фрайзинг и е погребан в Абенсберг. Той е бездетен и последният от фамилията Абенсберг.
Днес още той е почитан всяка година в родния му град Абенсберг, понеже е правил един път годишно дарение за бедните, което трае до 19 век. Забравено е обаче, че Никлас през 1450 г. е изгонил всички евреи от земите си и е заповядал разрушаването на синагогата на Абенсберг.

## Фамилия
Никлас (Николаус) фон Абенсберг се жени пр. 29 декември 1467 г. за графиня Марта фон Верденберг-Зарганс († 1486), дъщеря на граф Йохан III фон Верденберг-Зарганс († 1465) и Елизабет фон Вюртемберг († 1476). Те нямат деца.